# Fabio Danti
Fabio Danti (San Marcello Pistoiese, 5 dicembre 1967 – Caprino Veronese, 3 giugno 2000) è stato un pilota automobilistico italiano, pluricampione di cronoscalate.

## Biografia
È stato uno dei piloti del genere più competitivi di sempre, nonostante abbia cominciato a correre nei rally solo nel 1990 alla guida di una Renault 5 GT Turbo.
Fino al 1992 continuò a correre con la Renault 5, alternandosi tra rally e cronoscalate.
Nel 1991 arrivò secondo nella coppa CSAI montagna gruppo N, mentre l'anno dopo vinse il gruppo N del Rally Internazionale del Ciocco, anche se dovette sospendere l'attività per un grave incidente alla guida di un go-kart.
Nel 1993 esordì alla guida dei prototipi con una vettura molto competitiva, la Lucchini Alfa Romeo CN con motore da 3000 cc, che gli permise di arrivare secondo assoluto al Campionato Italiano Velocità Montagna.
Tra il 1994 e il 1996 si alternò alla guida di vetture Lucchini BMW CN 3000 cc e Osella BMW CN 3000 cc, aggiudicandosi un Campionato Italiano Velocità Montagna, e due Campionati Europei Velocità Montagna.
Nello stesso periodo fu premiato dalla rivista Autosprint, con due caschi d'oro, dal CONI con una medaglia di bronzo al valore atletico, e dall'A.N.C.A.I con tre premi d'eccellenza.
Nel 1996 prese parte anche al Campionato Italiano Velocità Montagna, con una Skoda Felicia 1600, vincendo 6 gare su 6 nella propria categoria.
Nel 1997 divenne vicecampione del Campionato Italiano Velocità Montagna con una Škoda Octavia Turbo 2000 cc Gruppo A, e primo nella propria categoria al Rally di Sanremo, con la Skoda Felicia.
Nuovamente il CONI lo premiò con la medaglia di bronzo al valore atletico.
Nel 1998 partecipò sia al Campionato Italiano Velocità Montagna che al Campionato Europeo Velocità Montagna, nel primo caso con la Skoda Octavia e nel secondo con una Breda BMW, vincendo il GP Swisse.
Nel 1999 vinse dieci gare con la Skoda Octavia e la Octavia SW nel Campionato Italiano Velocità Montagna e ottenne altre tre vittorie con una Osella BMW.

## La morte
Il 3 giugno 2000, durante la cronoscalata Caprino-Spiazzi, perse il controllo della propria Osella all'ultima curva, cento metri prima del traguardo; uscito di strada a circa 140 km/h impattò contro un albero rimanendo ucciso all'istante.
Gli è stata dedicata la cronoscalata Lima-Abetone, ribattezzata Trofeo Fabio Danti.